# KELT-10
KELT-10, även känd som CD−47°12635, är en ensam, solliknande stjärna i norra delen av stjärnbilden Kikaren. Den har en skenbar magnitud av ca 10,62 och kräver ett teleskop för att kunna observeras. Baserat på parallax enligt Gaia Data Release 3 på ca 5,3 mas, beräknas den befinna sig på ett avstånd på ca 617 ljusår (ca 189 parsek) från solen. Den rör sig bort från solen med en heliocentrisk radialhastighet på ca 32 km/s.

## Egenskaper
KELT-10 är en gul till vit stjärna i huvudserien av spektralklass G0 V.  Den har en massa som är ca 1,1 solmassa, en radie som är ca 1,2 solradie och har ca 1,4 gånger solens utstrålning av energi från dess fotosfär vid en effektiv temperatur av ca 5 900 K.

## Planetsystem
År 2015 upptäcktes av KELT-South-teleskopet en exoplanet i form av en "het Jupiter" som kretsade runt stjärnan. KELT-10b kretsar runt stjärnan på ett avstånd 10 gånger närmare än Merkurius kretsar runt solen och är uppsvälld på grund av dess snäva bana.
| Planet | Massa          | Halv storaxel (AE) | Siderisk omloppstid (d) | Excentricitet | Inklination   | Radie        |
| ------ | -------------- | ------------------ | ----------------------- | ------------- | ------------- | ------------ |
| b      | 0,68 ± 0,04 MJ | 0,052 ± 0,001      | 4,1662739 ± 0,000063    | 0 (antagen)   | 88,61 ± 0,74° | 1,4 ± 0,1 RJ |